# Palomares, Mexiko
Palomares är en ort i Mexiko.   Den ligger i kommunen Matías Romero Avendaño och delstaten Oaxaca, i den sydöstra delen av landet, 500 km sydost om huvudstaden Mexico City. Palomares ligger 118 meter över havet och antalet invånare är 4 465.
Terrängen runt Palomares är huvudsakligen platt, men österut är den kuperad. Runt Palomares är det ganska tätbefolkat, med 52 invånare per kvadratkilometer. Palomares är det största samhället i trakten. Omgivningarna runt Palomares är en mosaik av jordbruksmark och naturlig växtlighet.